# Corynoptera subforcipata
Corynoptera subforcipata är en tvåvingeart som beskrevs av Werner Mohrig och Menzel 1990. Corynoptera subforcipata ingår i släktet Corynoptera och familjen sorgmyggor. Inga underarter finns listade i Catalogue of Life.